# El Bosquet
El Bosquet – miejscowość w Hiszpanii, w Katalonii, w prowincji Tarragona, w comarce Alt Camp, w gminie Mont-ral.
Według danych INE z 2005 roku miejscowość zamieszkiwały 24 osoby.